# Castillo de Ludlow
El castillo de Ludlow es una antigua fortaleza medieval ubicada en la zona de Ludlow (Shropshire), Inglaterra. El castillo fue construido por primera vez durante el siglo XI (probablemente en 1085), por Roger de Lacy. Propiedad de los Lacy hasta pasar a pertenecer a los Mortimer en 1301, pasó a manos de la corona durante el reinado de Eduardo IV de Inglaterra. Durante este período alcanzó su máxima gloria, siendo el lugar donde tres reyes nacieron o se criaron (el príncipe Eduardo, hijo de Eduardo IV, Arturo Tudor, hijo de Enrique VII y María Tudor, hija de Enrique VIII).